# Ewald König (Politiker)
Ewald König (* 17. Oktober 1968 in Graz) ist ein ehemaliger österreichischer Politiker.

## Biografie
König verbrachte seine Jugendjahre in Mürzzuschlag, studierte Musik und Schauspiel an der Hochschule für Musik und darstellende Kunst in Wien.
Politisch engagierte sich Ewald König ab 1991 im Ring Freiheitlicher Jugend, wo er in kurzer Zeit zum Bezirksobmann in Rudolfsheim-Fünfhaus gewählt wurde, weitere Funktionen: Mitglied des Bundesvorstandes, Generalsekretär und von 1994 bis 1996 stellvertretender Bundesobmann.
Aufgrund der seiner Meinung nach immer radikaler werdenden Linie der FPÖ trat König 1996 aus der Partei aus und übernahm 1997 die Führung der Kleinpartei „Die Demokraten“.
1998 führte König den Wahlkampf des österreichischen Präsidentschaftskandidaten Richard Lugner und erreichte mit seinem Schützling 9,9 %.
Für die Nationalratswahl 1999 war ein gemeinsames Antreten mit Lugners Liste Die Unabhängigen geplant, dies scheiterte jedoch.
2001 zog sich König aus der Politik zurück, heute führt er ein von ihm gegründetes Touristikunternehmen in Skopje, Mazedonien (Mac-Sun Travel).
Seit 2021 ist König Vizepräsident der mazedonischen Wirtschaftskammer für Tourismus und Gastronomie (TUK).